# Plagiomyia achaeta
Plagiomyia achaeta là một loài ruồi trong họ Tachinidae.